# Adam Heinrich von Quingenberg

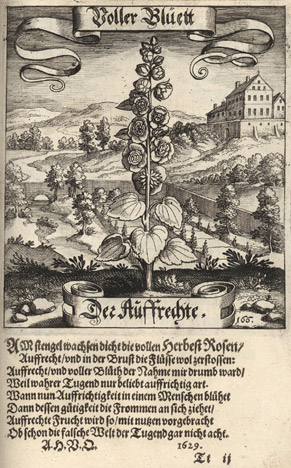
Adam Heinrich von Quingenberg „der Aufrechte“ – Emblem mit Stockrose

Adam Heinrich von Quingenberg (* 2. Mai 1599; † 1631 in Werben) war ein Amtshauptmann in Coswig.

## Leben

### Herkunft und Familie

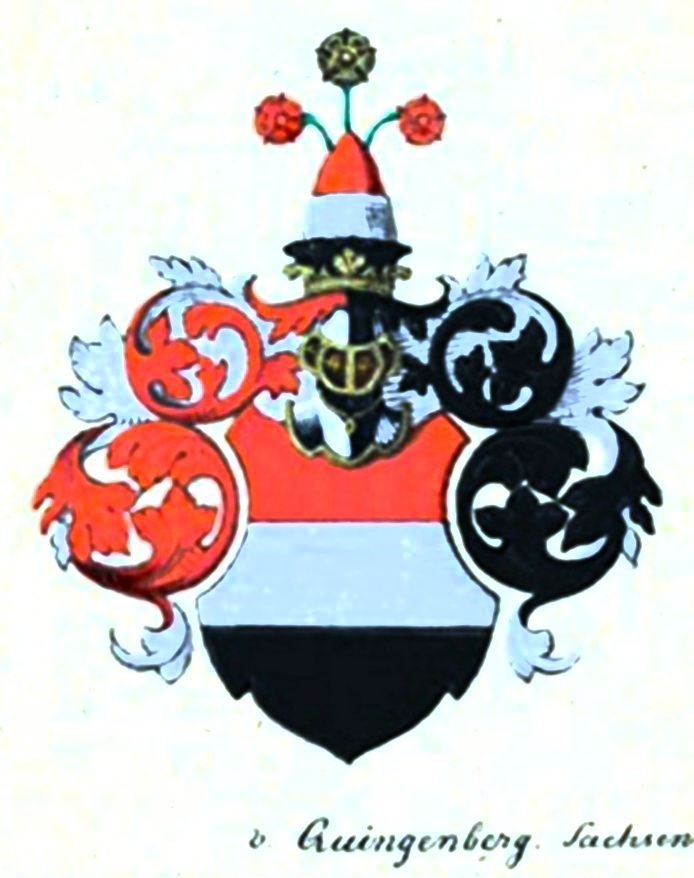
Wappen derer von Quingenberg

Adam Heinrich war ein Sohn des sachsen-altenburgischen Kammerrates Jonas von Quingenberg und der Elisabeth, geborene von Bünau. Er blieb unvermählt und hinterließ keine Kinder.

### Werdegang
Quingenberg studierte 1614 an der Leucorea in Wittenberg und 1616 an der Universität Jena. Er war dann anhaltinischer Rat, Hofmeister und Amtshauptmann zu Coswig. 1629 wurde er mit dem Namen „der Aufrechte“ in die Fruchtbringende Gesellschaft aufgenommen. Im Februar 1630 geriet er mit dem in Coswig einquartierten wallensteinischen Hauptmann Kluge derart in Streit, dass erst der Androhung von Arrest durch seinen Dienstherrn Christian I. von Anhalt-Bernburg ihn von einem Duell mit Kluge abhalten konnte. Sein Ableben in Werben könnte ein Hinweis sein, dass Quingenberg sich derzeit auf einer Gesandtschaft zu König Gustav Adolf von Schweden befand, der sich im Sommer 1631 ebd. aufhielt, oder sogar in schwedische Dienste gewechselt war.